# Астахово (Луганская область)
Аста́хово (укр. Астахове) — село, относится к Свердловскому району Луганской области Украины. По факту— с 2014 года населённый пункт контролируется самопровозглашённой Луганской Народной Республикой.

## География
К югу от села проходит граница между Украиной и Россией. Соседние населённые пункты: сёла Новоборовицы и Верхнетузлово на западе, Карпово-Крепенское и Дарьино-Ермаковка на севере, Братское на северо-востоке; посёлок Должанское на востоке.

## Общие сведения
Занимает площадь 42,54 км². Почтовый индекс — 94867. Телефонный код — 6434. Код КОАТУУ — 4424283302.

## Население
Население по переписи 2001 года составляло 847 человек.

## Местный совет
94866, Луганская обл., Свердловский сельсовет, с.Дарьино-Ермаковка, ул. Советская, д.11

## Известные люди
В селе родился Лукашев, Филипп Леонидович — Герой Социалистического Труда.